# Giuliano de' Medici (1453. – 1478.)
Giuliano de' Medici (Firenca, 1453. – 26. travnja 1478.) bio je drugi sin Piera Cosima Medicija (Piera Nadutog), brat Lorenza Veličanstvenog ubijen sa svega 25 godina u Uroti Pazzi.
Njegov vanbračni sin rođen u vezi s ljubavnicom Fiorettom Gorini, bio je Giulio di Giuliano de' Medici, kojeg je prigrlio i odgojio brat Lorenzo koji je u 45 godini postao je papa Klement VII.

## Životopis
Gulijano Medici bio je drugi sin (od petero djece) Piera Nadutog (Piero il Gottoso) i Lucrecije Tornabuoni. Roditelji su mu bili poput njegova djeda Cosima veliki mecene umjetnosti, njegova majka Lucrezia, bila je solidna pjesnikinja. Nakon rane očeve smrti 2. studenog 1469. Lorenzo i Gulijano preuzeli su vođenje s firentinskom signoriom uz pomoć majke koja im je bila savjetnica. Gulijano je slovio za zlatnog dečka – svojim obrazovanjem, sportskim duhom i držanjem i benevoletnom odnosu prema umjetnosti

### Smrt
Lorenza i Gulijana napali su noževima i mačevima, ujutro 26. travnja 1478. na uskrsnoj misi u firentinskoj katedrali Santa Maria del Fiore atentatori Francesco de' Pazzi i Bernardo Bandini – taj događaj kasnije je nazvan Urota Pazzi. Gulijana je ubio Francesco de' Pazzi s 19 udaraca mačem u glavu od kojih je umro, a Lorenzo se uspio iako ranjen ipak spasiti bijegom.
Gulijano Medici je pokopan u očev grob u staroj sakristiji bazilike San Lorenzo, ali je kasnije s bratom Lorenzom premješten u novoizgrađenu novu sakristiju u istoj crkvi, u nedovršeni grob koji je započeo i nikad dovršio Michelangelo.

## Vanjske poveznice
- Biografija Gulijana Medicija, na portalu treccani.it (tal.)